# Adon Olam
Adon Olam (Do Hebraico:אֲדוֹן עוֹלָם, "Senhor do Universo/Mundo") é uma poema e canção judaico tradicional, cantado no final dos serviços religiosos judaicos de shabat, cuja autoria e data de composição são ignorados.

## Liturgia
Adon Olam é uma das canções mais conhecidas na Liturgia judaica, que é dita nos mais diversos serviços religiosos em todo o mundo, posto que nem sempre nas mesmas ocasiões nem na mesma ordem cerimonial. Desta forma, é que no Machzor romano o poema aparece ao final de Cabalat Shabat e é entoado juntamente com Igdal; segundo fazem algumas comunidades sefarditas do norte do Brasil (Amazônia: Amapá, Amazonas, Pará etc.), costuma-se entoá-lo ao final da Shacharit de Shabat e de Iom Tov, quando é acrescentado verso extra em louvou ao sétimo dia; em comunidades asquenazitas é recitado no lugar de Igdal.
Costuma-se entoar também os cânticos no erev de Iom Quipur. Devido a essa associação solene, bem como por causa dos sentimentos expressos em sua letra, Adon Olam tem sido empregado no serviço religioso funerário.
A cantiga é igualmente recitada logo no início do serviço religioso diário, na Shacharit, posto sua declamação, segundo alguns afirmam,[carece de fontes?] poder auxiliar a focalizar a mente da pessoa na reverência devida.

## Variações
A versões de origem sefaradi contêm de doze a quinze estrofes, ao passo que a versão asquenazi contém tão-somente dez. Interessante que o poema possui inúmeras melodias, sendo que apenas quatro ou cinco realmente podem ser chamadas de tradicionais, vez que há sinagogas que possuem variações sazonais do cântico.
A versão mais antiga que se tem notícia é de origem espanhola, sendo a mais tradicional, inclusive.
Os Bnei Anussim do Nordeste do Brasil costumam cantar uma versão no ritmo e melodia de "Asa Branca".

## Transliteração e tradução
| *                        | Hebraico            | Transliteração                | Português                                                      |
| ------------------------ | ------------------- | ----------------------------- | -------------------------------------------------------------- |
| 1                        | אֲדוֹן עוֹלָם אֲשֶׁר מָלַךְ   | Adon olam, asher malach,      | Senhor do Mundo, sobre o qual reinou                           |
|                          | בְּטֶרֶם כָּל יְצִיר נִבְרָא   | betérem col ietsir nivrá      | antes de toda criatura ser formada.                            |
| 2                        | לְעֵת נַעֲשָׂה בְחֶפְצוֹ כֹּל   | Leet naassá bercheftso col,   | Quando tudo concluiu por Sua vontade,                          |
|                          | אֲזַי מֶלֶךְ שְׁמוֹ נִקְרָא    | Azai melêch shemô nikrá       | então foi proclamado Rei Altíssimo.                            |
| 3                        | וְאַחֲרֵי כִּכְלוֹת הַכֹּל     | Veacharê quichlôt hacol       | E depois de tudo acabado,                                      |
|                          | לְבַדּוֹ יִמְלוֹךְ נוֹרָא     | Levadô imlôch norá            | apenas o Temido reinará.                                       |
| 4                        | וְהוּא הָיָה וְהוּא הֹוֶה   | Vehu haiá vehu hovê           | E Ele estava, e Ele está                                       |
|                          | וְהוּא יִהְיֶה בְּתִפְאָרָה    | Vehu ihiê betifará            | e estará em esplendor.                                         |
| 5                        | וְהוּא אֶחָד וְאֵין שֵׁנִי   | Vehu echad veein sheni        | Ele é Um, e não há segundo                                     |
|                          | לְהַמְשִׁילֹ לוֹ לְהַחְבִּירָה   | Lehamshil lô lehachbirá       | a Lhe subjugar ou se associar.                                 |
| 6                        | בְּלִי רֵאשִׁית בְּלִי תַכְלִית | Beli reshit beli tachlit      | Sem começo e sem fim,                                          |
|                          | וְלוֹ הָעֹז וְהַמִּשְׂרָה      | Velo haoz vehamisrá           | a Ele pertencem a força e o domínio.                           |
| 7                        | בְּלִי עֵרֶךְ בְּלִי דִמְיוֹן   | Beli erêch beli dimion        | A Ele não se mensura e a Ele não se descreve                   |
|                          | בְּלִי שִׁנּוּי וּתְמוּרָה     | Beli shinui vehatmurá         | e a Ele não se muda nem se substitui.                          |
| 8                        | בְּלִי חִבּוּר בְּלִי פִּרוּד   | Beli chibur beli ferud        | Ele é sem junções e sem divisões,                              |
|                          | גְּדוֹל כֹּחַ וּגְבוּרָה      | Guedol coách ugvurá           | grande em força e poder.                                       |
| 9                        | וְהוּא אֵלִי וְחַי גּוֹאֲלִי  | Vehu eli vechai goali         | E Ele é meu D’US e meu Redentor vivo,                          |
|                          | וְצוּר חֶבְלִי בְּיוֹם צָרָה  | vetsur chevli beiom tsará     | rocha que me auxilia no dia de tribulações.                    |
| 10                       | וְהוּא נִסִּי וּמָנוֹסִי     | Vehu nissi umanossi/umanos li | E Ele é meu estandarte e meu refúgio,                          |
|                          | מְנָת כּוֹסִי בְּיוֹם אֶקְרָא  | menat cossi beiom ecrá        | partilha do meu cálice do dia que O invocar.                   |
| 11                       | וְהוּא רוֹפֵא וְהוּא מַרְפֵּא | vehu rofê vehu marpê          | E Ele é médico e Ele é remédio                                 |
|                          | וְהוּא צוֹפֶה וְהוּא עֶזְרָה | vehu tsofê vehu ezrá          | e Ele assiste e Ele ajuda.                                     |
| 12                       | בְּיָדוֹ אַפְקִיד רוּחִי     | Beiado afquid ruchi           | Em Sua mão (coloco) meu espírito,                              |
|                          | בְּעֵת אִישָׁן וְאָעִירָה     | beet ishan veairá             | quando for cair no sono, e (acredito que) despertarei.         |
| 13                       | וְעִם רוּחִי גְוִיָּתִי      | ve'im ruchi g'eviati          | E junto de meu espírito, também o meu corpo (irá se despertar) |
|                          | אֲדֹנָי לִי וְלֹא אִירָא    | Adonai li velô irá            | Hashem (D’US) é por mim e nada temerei.                        |
| 14                       | בְּמִקְדָשׁוֹ תָּגֵל נַפְשִׁי     | Bemicdashô taguel nafish      | No Seu Santuário (Beit Hamikdash) minh’alma se regozijará,     |
|                          | מְשִׁיחֵנוּ יִשְׁלַח מְהֵרָה    | Meshireinu ishlách meherá     | nosso Ungido será logo enviado por Ele                         |
| 15                       | וְאָז נָשִׁיר בְּבֵית קָדְשִׁי  | Veaz nashir bevêt codshi      | Daí cantaremos em Seu Santuário:                               |
|                          | אָמֵן אָמֵן שֵׁם הַנּוֹרָא    | Amén, amén, shem hanorá       | Inabalável, firme é o nome do Temido.                          |
| Em Shabat acrescenta-se: |                     |                               |                                                                |
| *                        | שַׁבָּת שָׁלוֹם וּמְבֿוֹרַךְ     | Shabat shalom umevorách       | Que o shabat (sábado) seja abençoado e com paz.                |